# Auto-Tune

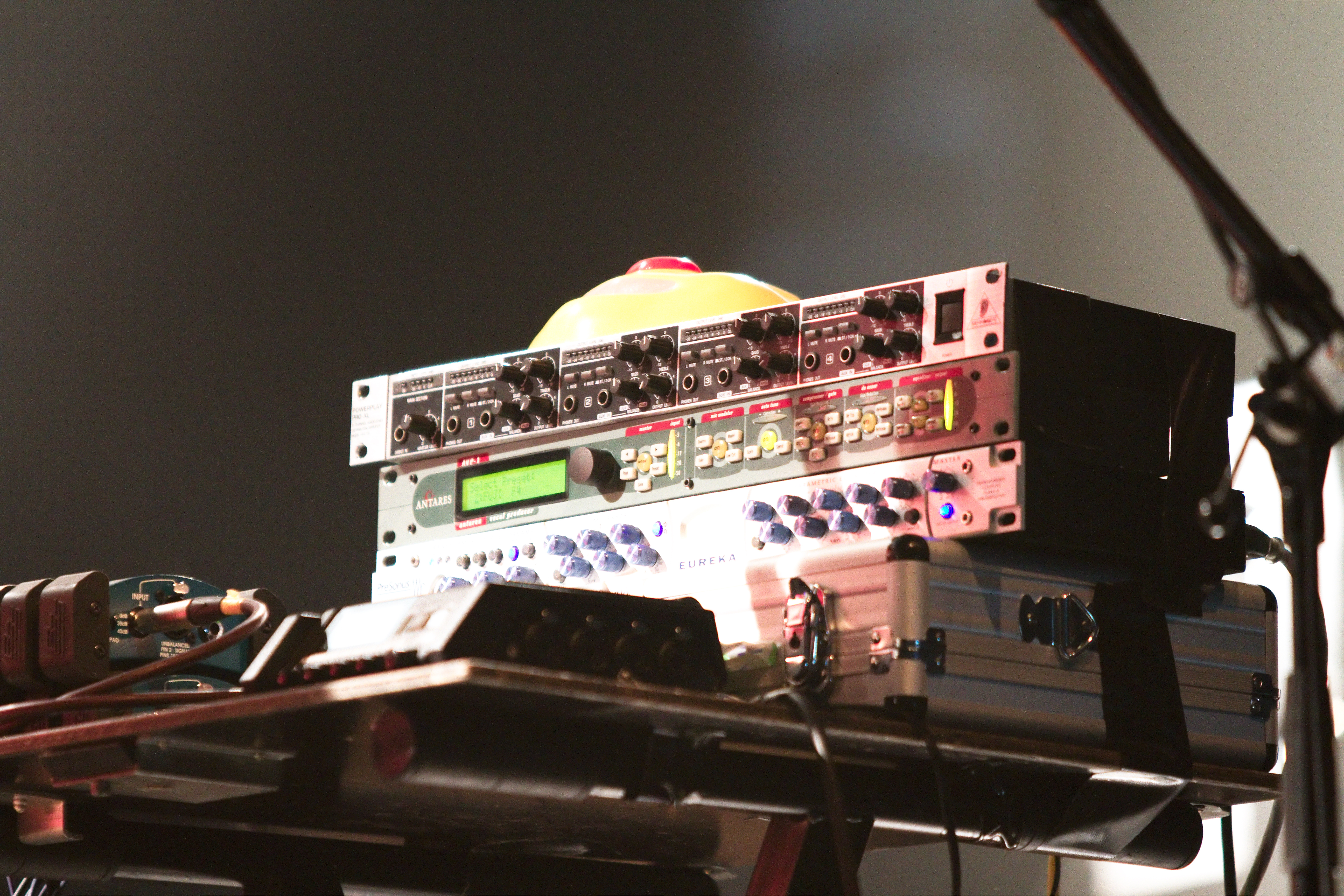
Antares Vocal Processor AVP-1 (midden)

Auto-Tune is een audioprocessor om de toonhoogte in zanglijnen en instrumentale muziek te meten en te veranderen. Het apparaat en de software werden oorspronkelijk ontworpen door Andy Hildebrand en ontwikkeld door Antares Audio Technologies om onzuiverheden in zangpartijen te verbergen of te corrigeren.
De software verandert de toonhoogte naar de dichtstbijzijnde halve toon. Auto-Tune kan ook gebruikt worden als klankeffect om de menselijke stem te vervormen, waarbij de stem van noot naar noot springt in stappen, zoals een synthesizer. Dit speciale stemeffect is bijvoorbeeld te horen in het nummer Believe van Cher.
Auto-Tune is niet het enige stuk software waarmee tonen worden bijgesteld. Waar Antares Auto-Tune door het weghalen van toonnuances voor een robotachtig geluid zorgt en daardoor een de-facto-standaard in de muziekindustrie is, heeft Celemony het programma Melodyne ontwikkeld om noten zuiver te trekken zonder in te grijpen op het karakter van het geluid. Alleen een zeer getraind oor kan de minimale karakterveranderingen van Melodyne herkennen. Voor de leek klinkt het naturel. Melodyne is daardoor dan ook het meest gebruikte type tuningsoftware.

## Ontwikkeling
Auto-Tune is ontwikkeld door Andy Hildebrand, een Ph.D. onderzoeksingenieur die gespecialiseerd is in stochastische schattingstheorie en digitale signaalverwerking. Hildebrand bedacht de technologie voor het corrigeren van de vocale toonhoogte op aanraden van de vrouw van een collega, die grapte dat ze baat zou kunnen hebben bij een apparaat om haar te helpen goed te zingen. Gedurende enkele maanden in het begin van 1996 implementeerde hij het algoritme op een aangepaste Macintosh-computer en hij presenteerde het resultaat later dat jaar op de NAMM Show, waar "het meteen een enorme hit was". 
Hildebrands methode voor het detecteren van toonhoogte omvatte het gebruik van autocorrelatie en bleek superieur aan eerdere pogingen op basis van functie-extractie die problemen hadden met het verwerken van bepaalde aspecten van de menselijke stem, zoals tweeklanken, wat leidde tot geluidsartefacten. Muziekingenieurs hadden autocorrelatie eerder als onpraktisch beschouwd vanwege de enorme rekeninspanning die nodig was, maar Hildebrand vond een "wiskundige truc" om dit te omzeilen, "Een vereenvoudiging die een miljoen vermenigvuldigingen veranderde naar slechts vier". 
Oorspronkelijk was Auto-Tune ontworpen om discreet onnauwkeurige intonaties te corrigeren om muziek expressiever te maken, waarbij het oorspronkelijke patent beweerde: "Wanneer stemmen of instrumenten ontstemd zijn, gaan de emotionele kwaliteiten van de uitvoering verloren." 
Auto-Tune werd gelanceerd in september 1997.